# えび豆
えび豆（えびまめ）は、琵琶湖産のスジエビ（カワエビ）と大豆を甘辛く炊き合わせした滋賀県の郷土料理。京都でもおばんざいの一品として食される。

## 概要
大豆もスジエビも滋賀県では古くから身近な食材であり、えび豆は安価に作れて保存も利く料理として日常的に食されてきた。エビは長寿の縁起物であるため、正月などハレの日に食される料理でもある。現在、学校給食に取り入れられているほか、スーパーマーケットや飲食店でも通年取り扱われ、土産物や贈答品としても人気がある。2009年にえび豆味のポテトチップスが平和堂などで限定発売されたことがある。
琵琶湖におけるスジエビの漁獲には「エビたつべ漁」や「沖びき網漁」という漁法が用いられる。「エビたつべ漁」は、「たつべ」という一度入ったら出られない仕組みの専用の籠に餌を入れ、水中に沈めてエビをおびき寄せるという琵琶湖独特の伝統漁法で、「沖びき網漁」は底引網漁の一種である。

## 作り方
一晩水に浸けた大豆を鍋で茹で（市販のゆで豆で代用可）、大豆が柔らかくなったら醤油・砂糖・酒を加え、沸騰したら洗っておいたスジエビを入れて煮る。酢も一緒に入れて煮るとエビの殻が柔らかくなり、日持ちも良くなる。エビの色が変わったらゆで豆を追加して煮詰め、最後にみりんを加える。

## 関連リンク
- 滋賀のおいしいコレクション

| サブスタブ | この項目は、まだ閲覧者の調べものの参照としては役立たない、書きかけの項目です。この項目を加筆・訂正などしてくださる協力者を求めています。このテンプレートは分野別のサブスタブテンプレートやスタブテンプレート（Wikipedia:分野別のスタブテンプレート参照）に変更することが望まれています。 |